# Swan Quarter
Swan Quarter è un census-designated place (CDP) degli Stati Uniti d'America, situato nello stato della Carolina del Nord, nella contea di Hyde, della quale è il capoluogo.